# Szlaki turystyczne w powiecie pilskim

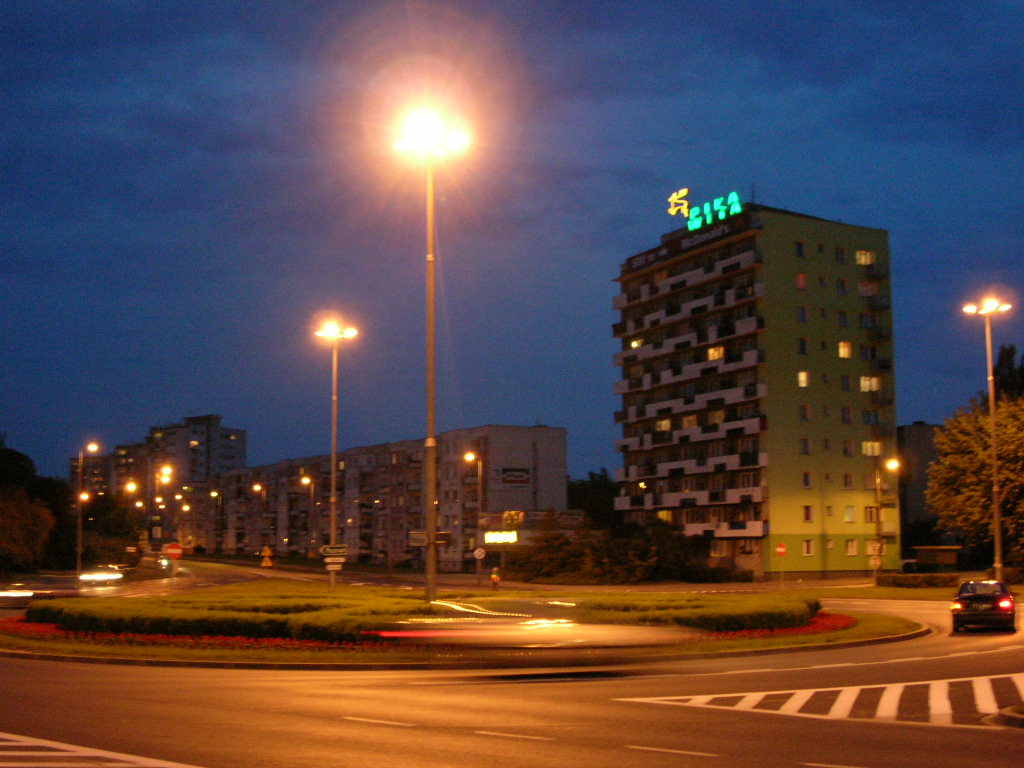
Centrum Piły w nocy

Szlaki turystyczne w powiecie pilskim.

## Szlaki piesze
- Rezerwat „Kuźnik” – Dobrzyca – Stara Łubianka – Wiesiółka (25 km)
- j. Płotki – Piła Kalina – Ujście (19 km)      /dalsza część w stronę Chodzieży nieczytelna/
- Piła Koszyce – Zabrodzie – Płytnica (18 km)
- Piła PKP – j. Płotki – Jeziorki – Kaczory (23 km)
- Piła schronisko PTSM – g. Dąbrowa – Skrzatusz (13 km)
- Piła Koszyce (ul. Wałecka) – Rezerwat „Kuźnik” (6 km)
- Rezerwat „Kuźnik” – Skrzatusz (17 km)
- Stobno PKP – Motylewo – Piła Kalina – Kaczory – Białośliwie – Krostkowo – Osiek nad Notecią (61 km) /szlak jest fragmentem trasy Międzychód - Bydgoszcz/

## Szlaki rowerowe
- Stobno PKP - Piła – Kaczory – Białośliwie – Krostkowo – Osiek nad Notecią (60 km)

szlak jest fragmentem międzynarodowej trasy „R 1” z Calais (Francja) do Moskwy (Rosja)
- Stobno PKP - Piła - Skórka (województwo wielkopolskie) (26 km)

szlak jest fragmentem Transwielkopolskiej Trasy Rowerowej Poznań – Szamotuły – Czarnków – Trzcianka – Piła – Okonek
- Piła Koszyce – Rezerwat „Kuźnik” – Gładyszewo – Dolaszewo – Kotuń – Motylewo – Piła Zamość (38 km)
- Piła schronisko PTSM – Gładyszewo – Skrzatusz (15 km)
- „Smok” Piła Leszków – zabytkowe cmentarze – Piła Kalina (20 km)
- Piła – Zelgniewo – Śmiardowo Krajeńskie – Podróżna – Buntowo – Górka Klasztorna – Kleszczyna – Złotów (59 km)
- Piła Koszyce – Zabrodzie – Krępsko – Dobrzyca – Głubczyn
- Ługi Ujskie – Piła Motylewo – Ługi Ujskie

## Szlaki wodne-kajakowe
- Rzeka Noteć 	z Osieku nad Notecią do Ujścia
- Rzeka Gwda 	z jeziora Studnica do Ujścia
- Rzeka Łobzonka 	z Czyżykowskiego Młyna do Noteci
- Rzeka Rurzyca 	z Trzebieszek  do Krępska Szlak im. Jana Pawła II